# Nikon Coolpix L110
De Nikon Coolpix L110 is een digitale camera van 12,1 megapixels van Nikon. De camera heeft een elektronische zoeker, een lcd-scherm van 3 inch, een Nikkorlens en een ingebouwde opklapbare flitser.
De Coolpix L110 heeft een maximale resolutie van 4000x3000 pixels en 15 maal Nikkor optisch zoomobjectief. Er is ook een 4 maal digitale zoom aanwezig die uitgezet kan worden.
Men heeft ook de mogelijkheid tot het uitbreiden van de opslagcapaciteit van 43 MB met een (ultra-)SD-kaart.
De camera heeft een videofunctie die opnamen in een resolutie van 1280x720 pixels maakt.